# Перальта, Сиксто
Сиксто Раймундо Перальта Сальсо (исп. Sixto Raimundo "Mumo" Peralta Salso; род. 16 апреля 1979[…], Комодоро-Ривадавия, Чубут) — аргентинский футболист, завершивший игровую карьеру, выступал на позиции атакующего полузащитника.

## Клубная карьера
Перальта начал карьеру в клубе «Уракан». 26 августа 1996 года в матче против «Лануса» он дебютировал аргентинской Примере. В 1999 году Сиксто перешёл в «Расинг» из Авельнеды. После выступления на молодёжном чемпионате мира в Перальта стал интересен многим европейским клубам и летом того же года перешёл в миланский «Интер». Сумма трансфера составила 4,5 млн евро. Из-за высокой конкуренции он почти сразу был отдан в аренду команде Серии B «Торино», которой помог выйти в Серию А. Сезон 2001/2002 Сиксто провёл в аренде в английском «Ипсвич Таун», но клуб выбыл из Премьер-лиги и Перальта вернулся в Италию. Летом 2002 года он на правах аренды вернулся в «Расинг».
В 2003 году Пеарльта стал свободным агентом и переехал в Мексику, где выступал за «Сантос Лагуна» и УАНЛ Тигрес. В 2006 году Сиксто в третий раз вернулся в «Расинг». В 2007 году он перешёл в «Ривер Плейт». 11 ноября в матче против своего бывшего клуба «Уракан» Перальта забил свой первый гол за новую команду.
В 2008 году Сиксто перешёл в румынский ЧФР. С новым клубом он становится трёхкратным чемпионом румынской Лиги 1, трижды завоёвывает Кубок Румынии и дебютирует в Лиге чемпионов. В 2012 году контракт закончился и Перальта перешёл в чилийский «Универсидад Католика». 9 июля в матче против «Палестино» он дебютировал в чилийской Примере. 15 июля в поединке против «Сантьяго Уондерерс» Сиксто забил свой первый гол за «Католику». Летом 2013 года Пеарльта перешёл в «Универсидад де Консепсьон». 28 июля в матче против «Кобрелоа» он дебютировал за новую команду. 25 августа в поединке против «Эвертона» он забил свой первый гол за «Консепсьон».

## Международная карьера
В 1995 году Перальта выиграл в составе юношеской сборной Аргентины чемпионат мира среди юношей до 17 лет. В 1999 году он принял участие в молодёжном чемпионате мира в Нигерии.

## Достижения
Командные
 ЧФР
- Чемпионат Румынии по футболу — 2007/2008
- Чемпионат Румынии по футболу — 2009/2010
- Чемпионат Румынии по футболу — 2011/2012
- Обладатель Кубка Румынии — 2008
- Обладатель Кубка Румынии — 2009
- Обладатель Кубка Румынии — 2010
- Обладатель Суперкубка Румынии — 2009

Международные
 Аргентина (до 17)
- Чемпионат мира по футболу среди юношеских команд — 1995